# Nombre puissant
En mathématiques, un nombre puissant est un entier naturel m non nul tel que, pour chaque nombre premier p divisant m, p2 divise aussi m ou, ce qui est équivalent, m est un carré, un cube ou le produit d'un carré par un cube. Ces nombres ont été étudiés entre autres par Erdős, Szekeres et Golomb.
Les 26 premiers termes de cette suite d'entiers (suite A001694 de l'OEIS) sont :
1, 4, 8, 9, 16, 25, 27, 32, 36, 49, 64, 72, 81, 100, 108, 121, 125, 128, 144, 169, 196, 200, 216, 225, 243, 256.

## Équivalence des deux définitions
Pour tout nombre premier p, notons kp l'exposant (éventuellement nul) de p dans la décomposition en facteurs premiers de m. La première définition équivaut à :
et la seconde à :
La seconde implique donc clairement la première. La réciproque se vérifie facilement en prenant vp égal à 0 ou 1, selon la parité de kp.

## Propriétés

### Décomposition
La décomposition d'un nombre puissant en produit d'un cube et d'un carré n'est pas unique dès lors qu'une des puissances dans sa décomposition en facteurs premiers vaut 6 ou est supérieure ou égale à 8. En effet {\displaystyle p^{6}} peut être lu comme le carré de {\displaystyle p^{3}} ou le cube de {\displaystyle p^{2}}.
Cependant, pour un nombre puissant ni cube, ni carré,  la décomposition d'un nombre puissant sous la forme {\displaystyle a^{2}b^{3}}, où {\displaystyle b} est un entier sans facteur carré, est unique.

### Répartition
Il existe une infinité de nombres puissants mais aucun de la forme 2(2n+1) (doubles d'un impair).
La somme des inverses des nombres puissants converge
{\displaystyle \sum _{r{\text{ puissant}}}r^{-1}=\prod _{p{\text{ premier}}}\left(1+{\frac {1}{p(p-1)}}\right)={\frac {\zeta (2)\cdot \zeta (3)}{\zeta (6)}}}
où {\displaystyle \zeta ()} est la fonction zêta de Riemann ; voir la suite A082695 de l'OEIS.

### Stabilité
Le produit de deux nombres puissants est un nombre puissant; les éléments primitifs sont les carrés et cubes de nombres premiers. 

### Nombres puissants consécutifs
Il existe une infinité de paires de nombres puissants consécutifs comme (8,9) ou (288,289). On peut en générer autant que l'on veut à l'aide d'une équation de Pell-Fermat. Si {\displaystyle (x,y)} est solution de {\displaystyle x^{2}-2y^{2}=\pm 1} alors {\displaystyle (A,\,B)} où {\displaystyle A=8(xy)^{2}} et {\displaystyle B=(x^{2}+2y^{2})^{2}} est un couple de nombres puissants consécutifs. En 1970, on ne connaissait qu'un seul couple de nombres puissants consécutifs dont aucun n'est un carré : le couple {\displaystyle (23^{3},\,2^{3}\times 39^{2})}.
Plus généralement, en 1982, Wayne L. McDaniel a démontré que tout nombre entier peut s'écrire d'une infinité de façons comme la différence de deux nombres puissants.
Concernant une suite de trois nombres puissants consécutifs, il est conjecturé mais non encore démontré, qu'il n'en existerait pas.
Une suite de quatre nombres puissants consécutifs ne peut pas exister car parmi 4 entiers consécutifs, l'un est nécessairement le double d'un nombre impair et ne peut donc pas être puissant. 